# Гипотеза Ньюэлла — Саймона
Гипотеза Ньюэлла — Саймона (гипотеза о физической символьной системе) — предположение, сформулированное Алленом Ньюэллом и Гербертом Саймоном в 1976 году, согласно которому «физическая символьная система имеет необходимые и достаточные средства для произведения основных интеллектуальных операций» (под интеллектуальными операциями подразумеваются действия сильного искусственного интеллекта).
Другими словами, предполагается, что без символьных вычислений невозможно выполнять осмысленные действия, а способность выполнять символьные вычисления вполне достаточна для того, чтобы стать способным выполнять осмысленные действия. Таким образом, если предполагать, что животное, или человек, или машина действуют осмысленно, то значит, они каким-то образом выполняют символьные вычисления. И наоборот, так как компьютер способен к подобным вычислениям, то на его основе может быть создан искусственный интеллект. Основанием для гипотезы стало успешное применение созданной Ньюэллом и Саймоном программы — универсального решателя задач — для моделирования рассуждений человека.
Гипотеза уязвима для критики, однако бо́льшая часть исследований искусственного интеллекта пошла именно по пути создания символьных систем. Независимо от того, справедлива ли эта гипотеза, символьные вычисления — реальность программирования, и их практическая полезность общепризнанна.